# Heterodontus mexicanus
El suño búfalo (Heterodontus mexicanus) es un tiburón cornudo de la familia Heterodontidae.